# Manuel Cardona
Manuel Cardona (* 7. September 1934 in Barcelona; † 2. Juli 2014 in Stuttgart) war ein spanischer Physiker und Direktor am Max-Planck-Institut für Festkörperforschung (MPI-FKF) in Stuttgart.

## Leben
Nach dem Studium der Physik an der Universität von Barcelona, das er 1955 beendete, erhielt Manuel Cardona im darauf folgenden Jahr ein Stipendium an der Harvard University. Während dieses Aufenthaltes begannen seine Studien über dielektrische Eigenschaften von verschiedenen Materialien in Verbindung mit Silizium und Germanium. 1959 wirkte er an den RCA Laboratories in Zürich (Schweiz), ab 1961 im Labor des Unternehmens RCA in den Vereinigten Staaten. Ab 1964 führte er seine Arbeiten an der Brown University, Rhode Island (USA), fort. 1966 wurde er Sloan Research Fellow. Im Jahr 1971 wurde er Wissenschaftliches Mitglied der Max-Planck-Gesellschaft und war Gründungsdirektor am Max-Planck-Institut für Festkörperforschung in Stuttgart.
Cardona publizierte zwischen 1958 und 2008 fast 1300 wissenschaftliche Arbeiten. In den 1980er- und 1990er-Jahren gehörte er zu den weltweit am häufigsten zitierten Physikern.

## Auszeichnungen, Preise und Mitgliedschaften
- 1964 Fellow der American Physical Society.
- 1969 Guggenheim Fellowship.
- 1984 Korrespondierendes Mitglied der Reial Acadèmia de Ciències i Arts de Barcelona, Spanien.
- 1984 Frank Isakson Prize der American Physical Society.
- 1987 Mitglied der National Academy of Sciences, USA.
- 1987 Großes Kreuz von Alfonso X el Sabio, Spanien.
- 1988 Premio Príncipe de Asturias de Investigación Científica y Técnica im Fachgebiet der angewandten Physik (zusammen mit Marcos Moshinsky).
- 1991 Mitglied der Academia Europaea.
- 1994 Max-Planck-Forschungspreis (zusammen mit Eugene E. Haller).
- 1995 Korrespondierendes Mitglied der Real Academia de Ciencias Exactas, Físicas y Naturales, Spanien.
- 2003 Matteucci-Medaille der Accademia Nazionale delle Scienze, Italien.
- 2003 Auswärtiges Mitglied der Mexikanischen Akademie der Wissenschaften.
- 2004 Blaise-Pascal-Medaille der European Academy of Sciences.
- 2008 Auswärtiges Mitglied der Accademia dei Lincei.
- 2009 Fellow der Royal Society of Canada.
- 2011 Vernadsky Medaille der Ukrainischen Akademie der Wissenschaften.
- 2012 Paul Klemens Award der International Conference on Phonon Scattering in Condensed Matter.
- 2012 José Federico Leloir Award, Buenos Aires.

Zwischen 1985 und 2010 erhielt Manuel Cardona darüber hinaus 11 Ehrendoktor-Titel.

## Veröffentlichungen
- Manuel Cardona: Modulation Spectroscopy, Academic Press, 1969, ISBN 978-0126077711.
- Manuel Cardona, Gernot Güntherodt, Roberto Merlin: Scattering in Solids I-IX, Springer, Berlin, ISBN 3-540-11513-7.
- Peter Y. Yu, Manuel Cardona: Fundamentals of Semiconductors. Physics and Materials Properties, Springer, Berlin, vier Auflagen ISBN 978-3-642-00709-5.
- Pere Bonnin: Manuel Cardona i Castro, Fundació Catalana per a la Recerca, Barcelona, 1998, ISBN 84-89570-18-3 (auf Katalanisch).
- Interview: Manuel Cardona, in: Torsten Eßer / Tilbert D. Stegmann (Hg.). Kataloniens Rückkehr nach Europa 1976–2006, LIT Verlag Berlin 2007, S. 157–160, ISBN 978-3-8258-0283-7.